# Туя
Ту́я (устар. «Ту́йя, Жи́зненное де́рево») (лат. Thúja) — род голосеменных хвойных растений семейства Кипарисовые (Cupressaceae). Виды этого рода, особенно Туя западная (Thuja occidentalis), активно используются в садоводстве в качестве декоративно-лиственных растений; выведено множество сортов.

## Ботаническое описание
Вечнозелёные древесные растения (деревья и кустарники). Изредка встречаются очень крупные экземпляры, до 70 м высотой, при диаметре кроны 2,5—6 м . У молодых растений листья мягкие, игольчатые, у взрослых — чешуевидные, накрест супротивные.
Побеги могут быть двух типов: ростовые, служащие для захвата пространства — и трофические (пищевые), основным назначением которых является фотосинтетическая деятельность. Ростовые побеги характеризуются радиальной симметрией и относительно длинными междоузлиями, трофические — дорсовентральным строением, ограниченным ростом, уплощённым стеблем и ветвлением в одной плоскости. В результате такого ветвления трофические побеги образуют плоские системы (в терминологии, предложенной в своё время немецким ботаником Вильгельмом Троллем — платикладии). Ростовые побеги в процессе развития либо формируют скелетные ветви, либо завершаются платикладием.
Платикладии являются аналогами сложных листьев; после завершения роста (обычно через 2—3 сезона) они полностью засыхают и опадают целиком. Их характерной особенностью является диморфность листьев, которые могут быть либо приросшими к плоской части уплощённой оси, либо сложенными продольно и отстоящими от оси. Листья первого типа называются фациальными (лицевыми), второго — латеральными (боковыми, краевыми). Листья и первого, и второго типа являются чешуевидными. На нижней стороне платикладия как у фациальных, так и у латеральных листьев имеются устьичные полоски.
Растения однодомные. Шишечки продолговатые или овальные, с двумя-шестью парами чешуй, из которых верхние стерильные. Остальные несут по одной — две (реже три) семяпочки. Семена плоские с двумя узкими крыльями; созревают осенью в первый год.
Семядолей две.

## В культуре
Туя нетребовательна к условиям произрастания, хорошо выносит задымлённость промышленных городов; используется в озеленении. Как правило, культивируются в открытом грунте. Отличается высокой морозостойкостью. Наиболее распространены Thuja occidentalis, Thuja plicata и их многочисленные садовые формы.

## Химический состав
В древесине туи содержится аромодендрин, токсифоллин, эфирное масло жёлтого цвета с приятным запахом. Масло получают в основном при перегонке листьев туи. Оно содержит пинен, кариофиллен, сесквитерпеновый углеводород фидрен, цедрол, пинипикрин, пиллен, пинин, туйон, дубильные вещества, смолу, сесквитерпеновый спирт.

## Виды
Род насчитывает 5 видов однодомных деревьев или кустарников, произрастающих в Северной Америке и Восточной Азии.
- Thuja koraiensis Nakai — Туя корейская
- Thuja occidentalis L. typus[1] — Туя западная
- Thuja plicata Donn ex D.Don — Туя складчатая, или Туя гигантская
- Thuja standishii (Gordon) Carrière — Туя японская, или Туя Стендиша
- Thuja sutchuenensis Franch. — Туя сычуаньская

К роду Туя близки Туевик долотовидный (Thujopsis dolabrata), отличающийся более толстой листвой и крепкими шишками, и Тетраклинис членистый (Tetraclinis articulata), отличающийся четырёхугольной несглаженной листвой и шишками с толстой древесной чешуёй.
Широко используемый в декоративном садоводстве вид Thuja orientalis L. (Туя восточная), известный также под названием Biota orientalis (L.) Endl. (Биота восточная), сейчас в составе рода Туя не рассматривают; его правильное название согласно современным взглядам — Platycladus orientalis (L.) Franco (Плосковеточник восточный).

## Заболевания и вредители
Поразить тую могут такие заболевания, как фузариоз, цитоспороз, бурое шютте. Они вредят как стеблям, так и хвое. Для лечения растения производится его обработка бордоской жидкостью либо Картоцидом. Выполнять её нужно два раза в месяц, пока деревце не выздоровеет.
Дерево могут поразить такие вредители, как тля и ложнощитовки. В этом случае она меняет оттенок на жёлтый, а затем постепенно отмирает. С целью борьбы с вредителями применяются такие препараты, как Карбофокс, Децис, Рогор. К концу июня рекомендовано провести две обработки, используя Хлорофос или Актеллик. Интервал между ними составляет две недели.

## Туя в ландшафтном дизайне
Туя давно и успешно применяется в ландшафтном дизайне наряду с другими хвойными. Это связано с тем, что, будучи вечнозелёной, она способна оживить участок в любое время года. Кроме того, она наполняет воздух особым запахом, который считается целебным при ряде заболеваний.
Туя может использоваться в мини-парке или саду как самостоятельный элемент. Также она замечательно выглядит на террасах. В дизайне ландшафта часто применяются карликовые туи, отлично дополняющие клумбы разных вариантов. Кронам туи можно придавать различные формы, поэтому она может удачно вписаться почти в любое стилевое направление.
Туя может хорошо сочетаться с лиственным растениями. Однако она не любит, когда рядом находится ель, сосна или пихта. Такие деревья, как берёза и черёмуха, воспринимаются ею нормально, тем не менее, это не будет смотреться гармонично с точки зрения стиля.
С помощью туи можно оформлять аллею, которая ведёт к входу, либо дорожку от ворот. Она используется в живых изгородях, а также для зонирования участка. Растение будет замечательно смотреться возле искусственно созданного водоёмаа, но в данном случае важно, чтобы оно сочеталось с зеленью, высаженной с целью укрепления прибрежного участка.
Карликовые туи хорошо сочетаются с небольшими фонтанами, камнями и уступами. Их удачно сочетают с рядом других растений. Поскольку туя обладает огромным разнообразием форм и видов, с её помощью можно воплотить любые фантазии и создать по максимуму оригинальный и неповторимый дизайн.